# Carlos Tureta
Carlos Tureta (Londrina, 1 de maio de 1963) é um locutor brasileiro.
Com uma entonação tão particular e narrando as chamadas do Cartoon Network desde a sua estréia no Brasil em 1993, sua voz já se tornou praticamente uma marca registrada do canal. Além disso, Tureta supervisiona adaptações e criações de efeitos sonoros especiais para Turner Broadcasting System em toda América Latina.
Entre suas contribuições saíram do papel para a televisão projetos como Terra à Vista, novela em animação que homenageou os 500 anos do Brasil e Copa Toon, o tributo do canal ao futebol, com participação de jogadores reais.